# Sulfonat
Sulfonater er salte af sulfonsyrer. De har anvendelse blandt andet som sovemiddel.[kilde mangler]